# Zbudské Dlhé
Zbudské Dlhé (em húngaro: Laborcmező) é um município da Eslováquia, situado no distrito de Humenné, na região de Prešov. Tem 8,36 km² de área e sua população em 2018 foi estimada em 748 habitantes.

## Demografia
| Ano:        | 1994 | 2004    | 2014    | 2024    |
| ----------- | ---- | ------- | ------- | ------- |
| Broj ljudi: | 467  | 587     | 707     | 828     |
| Razlika:    |      | +25,69% | +20,44% | +17,11% |

| Ano:               | 2023 | 2024   |
| ------------------ | ---- | ------ |
| Número de pessoas: | 796  | 828    |
| Diferença:         |      | +4,02% |